# سيد وحيد أشرف
سيد وحيد أشرف (وُلد في 4 شباط 1933 م) هو عالم صوفي هندي وشاعر باللغتين الفارسية والأردية.

### التعليم
تلقى أشرف تعليمه الابتدائي في الكُتّاب القروي، وتخرج من المدرسة المتوسطة في بسخري [الإنجليزية]، وهي بلدة صغيرة قريبة من منزله، في عام 1948. وحصل على شهادة الثانوية من كلية محمد حسن العليا في منطقة جونبور. وبعد الثانوية، توقّف أشرف عن دراسته لمدة سبع سنوات بسبب سوء حالته الصحية. ثم نال درجاته الجامعية، والدراسات العليا، والدكتوراه (عام 1965) من جامعة عليكرة الإسلامية.

### المسيرة المهنية
بعد حصوله على درجة الدكتوراه، عمل أشرف محاضرًا مؤقتًا في جامعة البنجاب في باتيالا لمدة عام، قبل أن يعود إلى جامعة عليكرة كباحث أول تابع للجنة المنح الجامعية (UGC). وفي عام 1971، حصل على وظيفة دائمة كعضو هيئة تدريس ومحاضر في جامعة إم. إس. في بارودا بولاية غوجارات. وفي عام 1977، انضم أشرف إلى جامعة مدراس كقارئ [الإنجليزية] (أستاذ مشارك) في اللغة الفارسية. وأصبح أستاذًا في عام 1982، وتقاعد في عام 1993 كرئيس لقسم العربية والفارسية والأردية في جامعة مدراس.

### الرحلة الروحية
كان أشرف مولعًا بالأدب الصوفي. وبعد أن أكمل تعليمه في جامعة عليكرة الإسلامية، قدّم البيعة الروحية للسيد قدير أحمد أشرفي الجيلاني في كِچاوشة شريف. وقد انضم إلى الطريقة الأشرفية، وجعله الجيلاني خليفته. كان أشرف يُلقي محاضرات في منزله في بارودا حول المثنوي لجلال الدين الرومي. واعتبارًا من عام 2023، غادر باڤامان في بارودا إلى مسقط رأسه كِچاوشة شريف. وكان محمد بلال أشرفي القريشي، وهو من المريدين الصوفيين المخلصين، من الحاضرين المنتظمين لمحاضراته.

## الأعمال

### الكتب

#### التصوف والدراسات الإسلامية

##### الأردية
- حياة مخدوم سيد أشرف جهانجير سمناني (1975) [1] الطبعة الثانية. (2017)(ردمك 978-93-85295-54-6), مكتبة جاميا المحدودة، سوق شمشاد، عليكرة 202002، الهند [2]HAYATE MAKHDOOM SYED ASHRAF JAHANGIR SEMNANI (2nd Ed.)، 2017، OL:26384309M
- التصوف ( الجزء الأول ) (1988)، طبعة ثانية (2016) (ردمك 978-93-85295-28-7), مكتب جاميا المحدودة، سوق شمشاد، عليكره 202002، الهند
- التصوف ( الجزء الثاني ) (2020)، [3](ردمك 978-93-85295-13-3), مكتب جاميا المحدودة، سوق شمشاد، عليكره 202002، الهند
- تفسير الأشرفي (الإرادات) ، الجزء الأول
- تفسير الأشرفي (البيات) ، الجزء الثاني
- قآل الأشراف
- قآل عسوفية
- معراج شريف (2003)
- روزا (1996)
- مؤمن (2003)
- حاج تاماتو (2010) -* تشاند دويين أور مختار أوراد الأشرفية (الأردية والعربية، 2007)

##### الفارسية
- جواهر السلوك (مترجمة ومصورة)
- لطيف الأشرفي ومكتبات الأشرفي كمصادر لتاريخ الهند في العصور الوسطى (برعاية المجلس الهندي للبحوث التاريخية )
- مقدمة اللطائف الأشرفي . جامعة مهراجا ساياجيراو في بارودا، 1976. مقدمۀ لطايف اشرفي
- لطائف أشرفي ، الجزء الأول (محرر ومعلق، ٢٠١٠)
- لطائف أشرفي ، الجزء الثاني (محرر ومعلق، ٢٠١٠)
- لطائف أشرفي ، الجزء الثالث (محرر ومعلق، ٢٠١٠)

##### الإنجليزية
- الجوانب الظاهرية والباطنية في الصلاة الإسلامية (2005)

#### الشِعر

##### الأردية
- رباعي (1987) [4]
- تجليات الطبعة الأولى (1996)، الطبعة الثانية. (2018)(ردمك 978-93-85295-76-8), مكتب جاميا المحدودة، سوق شمشاد، عليكرة 202002، الهند
- لامهات الطبعة الأولى (1998)، الطبعة الثانية. (2023)(ردمك 978-93-85295-76-8) ، مكتبة جاميا المحدودة، سوق شمشاد، عليكرة 202002، الهند [5]
- مناجاة الطبعة الأولى (2002)، الطبعة الثانية. (2022)(ردمك 978-93-85295-36-2), مكتب جاميا المحدودة، سوق شمشاد، عليكرة 202002، الهند
- آيات الطبعة الأولى (1996)، الطبعة الثانية. (2020)(ردمك 93-85295-12-8), مكتبة جاميا المحدودة، سوق شمشاد، عليكرة 202002، الهند
- سوغات (2005)
- تشايناما (2016)
- بركات الطبعة الأولى (2021)،(ردمك 978-93-84434-62-5), مكتب جاميا المحدودة، سوق شمشاد، عليكره 202002، الهند

##### الفارسية
- برواز تفكور (2015) [6]
- رباعي: الجزء الأول (2010)
- الرباعي: الجزء الثاني
- دريا بقطره (2009)

#### النقدية

##### الأردية
- فداء (تلميذ غالب ؛ المؤلف المشارك مالك رام ، الطبعة الأولى 1983 [7] )) الطبعة الثانية (2015)
- أفسار مودودي [الإنجليزية]
- متلاي أفصار مودودي (2012)
- المقدمة الرباعية الطبعة الأولى (2001)، إعادة طبع (2019)(ردمك 978-93-85295-00-4), مكتبة جاميا المحدودة، سوق شمشاد، عليكرة 202002، الهند [8]
- الأردية زابان مين نعت غوي كا فان
- روح محمود
- توزيهات

##### الفارسية
- فهمات
- قصائد زوقي فيلوري (مترجمة ومصورة ومحررة)

#### الرسائل
- إرتباط وإنكاس (باللغتين الأردية والإنجليزية)

### إنجليزي
- "الأفكار السياسية والاقتصادية للسيد أشرف جهانجير"، الهندو إيرانيكا، المجلة الفصلية للجمعية الإيرانية ، المجلد 56، مارس، يونيو، سبتمبر وديسمبر 2003، الأعداد من 1 إلى 4. جمعية إيران، 12 طريق الدكتور م. إسحاق، كلكتا 700،016.
- "تفسير ابن سينا للقدر"، الهندو إيرانيكا، المجلة الفصلية لجمعية إيران ، المجلد 34: الأعداد: من 1 إلى 4: مارس - ديسمبر: 1981: ابن سينا، جمعية إيران، 12 طريق الدكتور م. إسحاق، كلكتا 700016.
- "القومية في الشعر الأردي" ، حوليات البحوث الشرقية ، جامعة مدراس، المجلد 31 (1982)، ص. 391.
- "مقدمة في الشعر الفارسي لإقبال" في حوليات البحوث الشرقية ، جامعة مدراس، المجلد 30 (1980)، ص. 1-14.
- "النثر الفارسي الحديث" ، حوليات البحوث الشرقية ، جامعة مدراس، المجلد الثامن والعشرون، الجزء الثاني، ص. 1-8 (1979)
- "التصوف"، حوليات البحوث الشرقية ، جامعة مدراس، المجلد 32 (1) (1984)، ص. 55-72.
- "مساهمة بيت قطب فيلور في الأدب الفارسي"، حوليات البحوث الشرقية ، جامعة مدراس، الصفحات 1-22، المجلد xxx الجزء الثاني (1981)
- "منهج دراسي لبعض الحركات الدينية الإسلامية في الهند خلال القرن الرابع عشر الهجري، حوليات البحوث الشرقية ، جامعة مدراس، الصفحات 1-30، المجلد الحادي والثلاثون الجزء الأول، (1982)"

### الأردية
- الأردية مين نات غوي كا فان -نات رانج- المجلد. 14 (اردو میں نعت گوئی کا فن ،- ڈاکٹر سیّد وحید اشرف کچھوچھوی) [9]
- Nafhatul- Uns par Tahqeeki Nazar(1) ، معاريف، دار المصنعة، عزامجاره، يناير 1966  نسخة محفوظة 15 May 2023 على موقع واي باك مشين.
- Nafhatul -Uns par Tahqeeki Nazar(2) ، معاريف، دار المصنعة، عزامجاره، فبراير 1966  نسخة محفوظة 19 May 2023 على موقع واي باك مشين.
- Tareekhe Paidaisho Wafaat Hazrat Syed Ashraf Jahangir Semnani ، Maarif، Darul Musannafein، Azamgarh، Mar. 1966  نسخة محفوظة 22 May 2022 على موقع واي باك مشين.
- Tasawwufe Islami Par Ek Hindustani Kitaab(1) ، المعاريف، دار المصنعة، عزامجاره، أغسطس 1968  نسخة محفوظة 14 May 2023 على موقع واي باك مشين.
- Tasawwufe Islami Par EK Hindustani Kitaab (2) ، المعاريف، دار المصنعة، عزامجاره، سبتمبر 1968  نسخة محفوظة 22 May 2022 على موقع واي باك مشين.
- التصوف أو سلوك شاه حمداني كي تحرير مين (1) ، المعاريف، دار المصنفين، عزامجاره، يناير 1989
- التصوف أو سلوك شاه حمداني كي تحرير مين (2) ، المعاريف، دار المصنفين، عزامجاره، فبراير 1989
- خواجة حافظ شيرازي كي شيري مين سلوك (1) ، المعاريف، دار المصنفين، أزامجاره، نوفمبر 1991
- خواجة حافظ شيرازي كي شيري مين سلوك (2) ، المعاريف، دار المصنفين، أزامجاره، ديسمبر 1991
- إقبال كي فارسي شايري بار إيك إجمالي نزار (1) ، معاريف، دار المصنفين، عزامجاره، يناير 1995
- إقبال كي فارسي شايري بار إيك إجمالي نزار(2) ، معاريف، دار المصنفين، عزامجاره، مارس 1995
- أمير خسرو بهيسيات فارسي رباعي نيجار، المعاريف، دار المصنفين، عزامجاره، فبراير 2001
- عبد القادر فخري محاربان ، المعاريف، دار المصنفين، عزامجاره، أكتوبر
- حضرة زوقي كي فارسي شايري ، المعاريف، دار المصنفين، عزامجاره، مايو 2003
- أحمد رضا كي فارسي أور أوردو شيري، الميزان الشهرية، بومباي، رقم الإمام أحمد رضا، 1976
- Masnavi Asrare Khudi Ki Fikri Buniyaad، Ziyae Wajeeh Monthly، Rampur

### الفارسية
- "رباعيات (أمير خسرو)" [10]
- "محافظة حافظ الشيرازي هيس زبينو سبك بيان"، الدنماركية 56-57، 3645 (مطالعه خواجه حافظ شیرازی از حیث زبان و سبک) -دانش،57 و 56. *3645 [11]